# Línea 3 (TRAM Metropolitano de Alicante)
Línea 3 del TRAM Metropolitano de Alicante es un recorrido que está en servicio en el tranvía de Alicante. Discurre por la costa norte del área metropolitana de Alicante, conectando la ciudad con la Playa de la Albufereta, la Playa de San Juan, la Playa de Muchavista y El Campello, con salida desde la estación de Luceros.
La línea 3 comparte todo su trazado con la línea 1, siendo la que complementa el servicio al detenerse en todas las paradas en las que no lo hace la L1. Este recorrido pertenece al trazado del histórico Trenet de la Marina, que unía Alicante con Denia.

## Historia
En el año 1998 se anunció un proyecto piloto para poner en servicio un metro ligero que uniría la estación de La Marina con la Plaza del Mar. Esto sería el punto de partida para una futura red de transporte metropolitano. Al tiempo, se empezó a estudiar una alternativa al histórico Trenet con la tranviarización de su recorrido. 
El 4 de diciembre de 1998 se iniciaron las obras del tramo experimental en el Paseo del Postiguet. El 17 de marzo de 1999 se inauguró, en fase de pruebas, un tranvía sobre 675 m en plataforma reservada hasta la estación de FGV y otros 2825 m utilizando las vías del ferrocarril hasta la Albufereta. El 26 de agosto de 1999 se amplió el recorrido en 600 m para llegar hasta la avenida de Miriam Blasco. Este trazado, con 5,6 km de longitud, fue la primera línea de tranvía urbano. En total, había cuatro paradas: Puerta del Mar, La Marina, Albufereta y Lucentum.
A finales del año 1999, después de un concurso público convocado el 23 de julio, empiezan a adjudicarse las fases de un proyecto global de línea que iba desde Alicante, parada de Puerta del Mar, hasta El Campello. Se tuvo que construir una nueva plataforma, integrar el paseo marítimo con las vías, reurbanizar las playas, crear accesos peatonales, reubicar algunas antiguas paradas del Trenet e, incluso, construir un viaducto de 110 m de longitud llegando a Campello.
Al final, el 15 de agosto de 2003 se inauguró el servicio tranviario del TRAM entre Alicante y El Campello. Posteriormente, se realizaron otras obras y adaptaciones: El 5 de julio de 2004 se inauguró la nueva parada de Lucentum o el 4 de enero de 2005 se puso en marcha el proyecto para retranquear la vía y liberar terrenos entre El Postiguet y Albufereta. Finalmente, cuando el 10 de mayo de 2007 se puso en servicio el tramo entre La Isleta y Mercado, el origen de la línea pasó a ser esta última estación. Sin embargo, la cabecera de línea volvió a cambiarse en el año 2010, cuando se inauguró la estación de Luceros.
El 15 de agosto de 2006, en el tercer aniversario de la línea, se publicó que los viajeros transportados fueron 300 000 en el año 2003, 1 300 000 en el año 2004 y 1 560 000 en el año 2005.
En julio de 2007 se prolongó un servicio por hora de la línea 3 a cinco estaciones más, llegando la ruta hasta la parada de Venta Lanuza. Sin embargo, esta ampliación se eliminó el 6 de febrero de 2012, finalizando el servicio en Campello y quedando ese tramo para ser cubierto por la línea 1.

## Estaciones y apeaderos

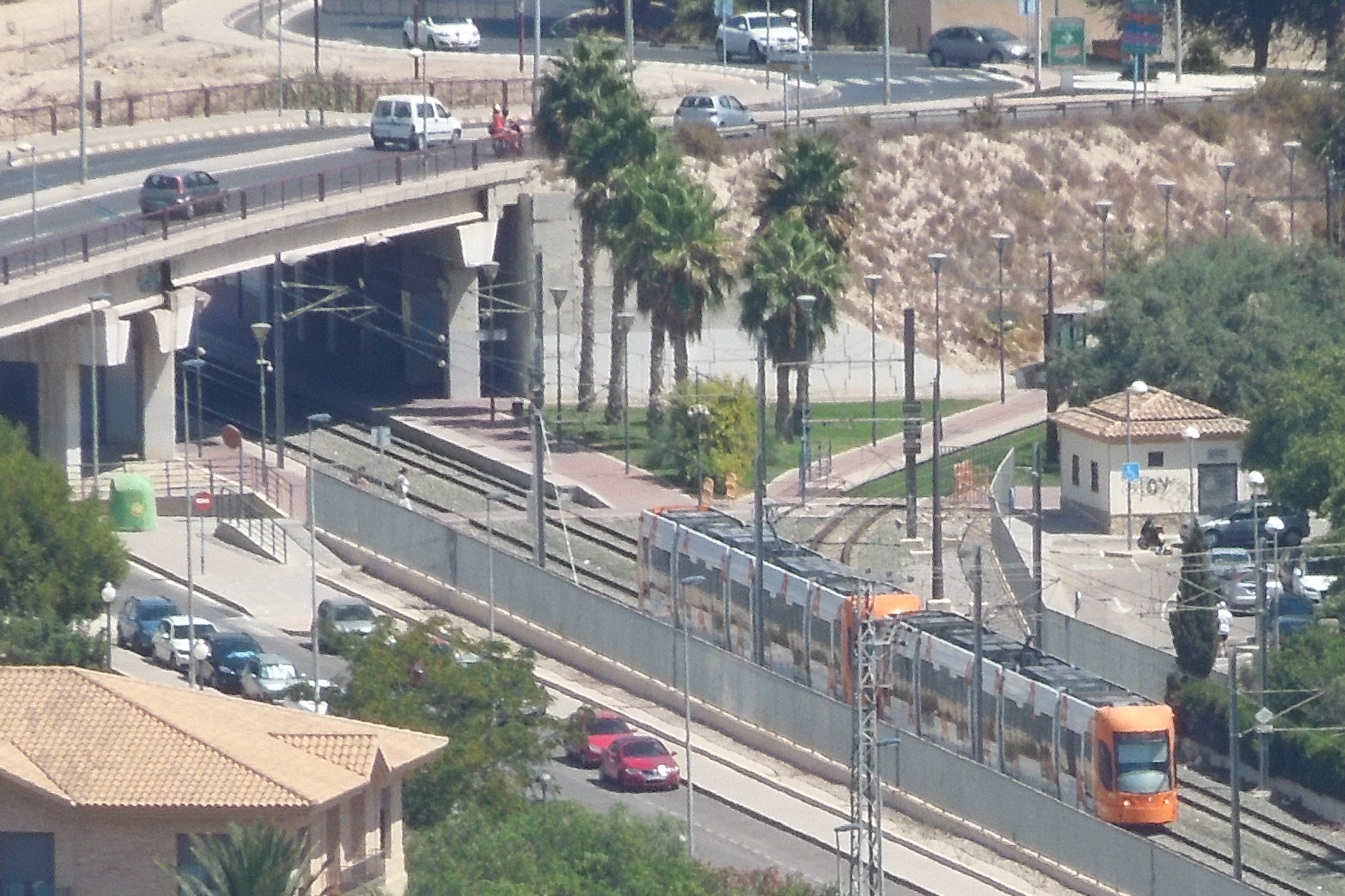
Apeadero Lucentum de la L1 y L3 donde se transborda a las líneas L4 y L5

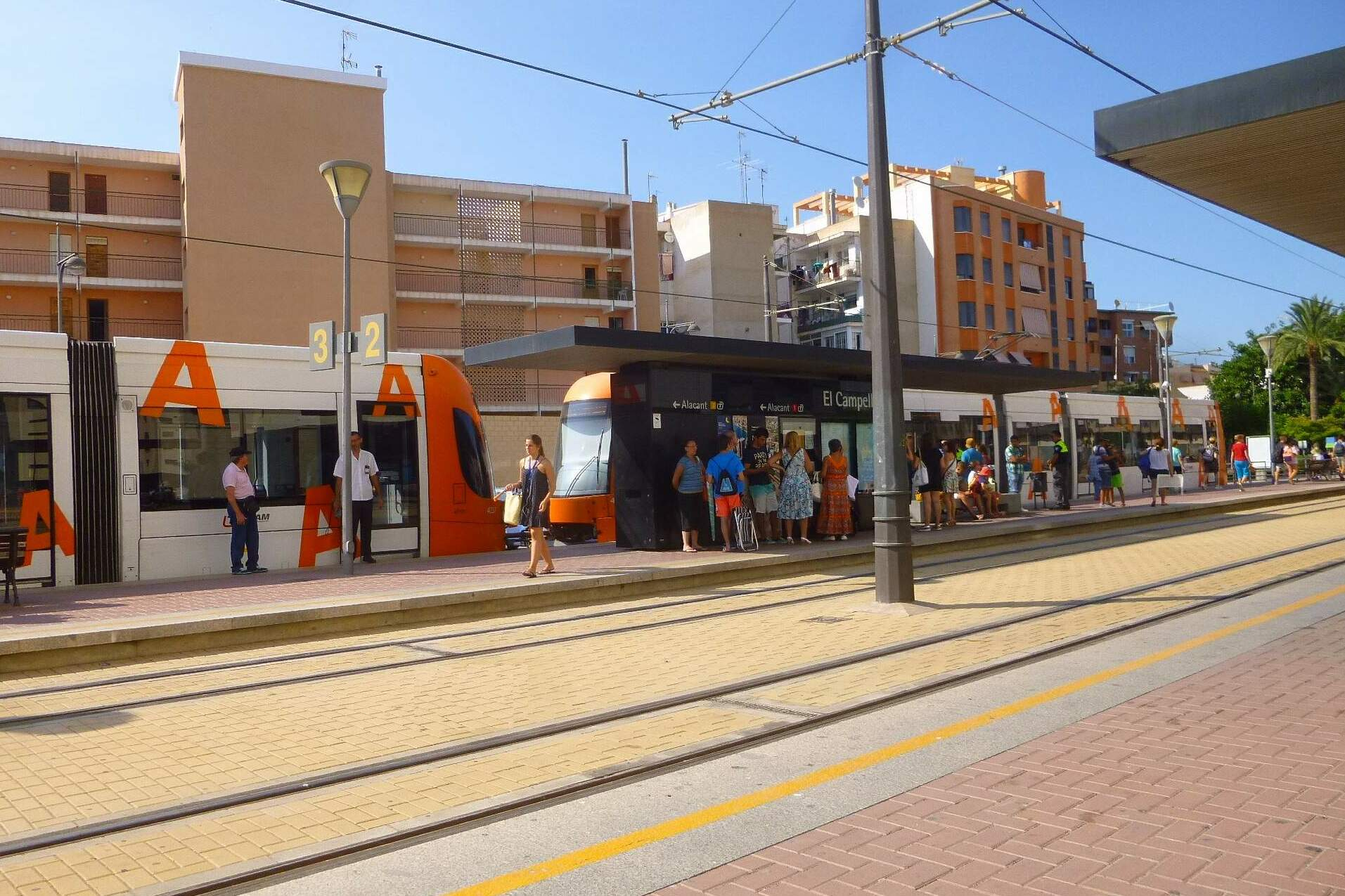
El Campello, la última estación de la L3, con un Bombardier estacionado en la vía apartadero.

| Nombre de Estación/Apeadero | Dirección                      | Municipio | Correspondencias | Servicios                                                |
| --------------------------- | ------------------------------ | --------- | ---------------- | -------------------------------------------------------- |
| Luceros                     | Plaza de los Luceros           | Alicante  |                  | Estación accesible · Aparcamiento · Punto de Información |
| Mercado                     | Av. Alfonso el Sabio           | Alicante  |                  | Estación accesible                                       |
| MARQ-Castillo               | Pl. Doctor Mas Magro           | Alicante  |                  | Estación accesible                                       |
| Sangueta                    | Av. de Villajoyosa             | Alicante  |                  | Estación accesible                                       |
| La Isleta                   | Pl. de la Isleta               | Alicante  |                  | Estación accesible                                       |
| Albufereta                  | Vial Flora España              | Alicante  |                  | Estación accesible                                       |
| Lucentum                    | Calles Virgilio / Diana        | Alicante  |                  | Estación accesible · Aparcamiento                        |
| Condomina                   | Calle Fotógrafo Francisco Cano | Alicante  |                  | Estación accesible                                       |
| Campo de Golf               | Calle Fotógrafo Francisco Cano | Alicante  |                  | Estación accesible                                       |
| Costa Blanca                | Av. Costa Blanca               | Alicante  |                  | Estación accesible                                       |
| Carrabiners                 | Av. Jaime I                    | Campello  |                  | Estación accesible                                       |
| Muchavista                  | Av. Jaime I                    | Campello  |                  | Estación accesible · Cafetería                           |
| Les Llances                 | Av. Jaime I                    | Campello  |                  | Estación accesible                                       |
| Fabraquer                   | Calle Murillo                  | Campello  |                  | Estación accesible                                       |
| Salesians                   | Calle Frares                   | Campello  |                  | Estación accesible                                       |
| Pla Barraques               | Av. Ausias March               | Campello  |                  | Estación accesible                                       |
| El Campello                 | Av. de la Estación             | Campello  |                  | Estación accesible · Cafetería                           |

## Evolución del tráfico
| Año       | 2009      | 2010      | 2011      | 2012      | 2013      | 2014      | 2015      | 2016      | 2017      | 2018      | 2019      | 2020      | 2021      | 2022      |
| --------- | --------- | --------- | --------- | --------- | --------- | --------- | --------- | --------- | --------- | --------- | --------- | --------- | --------- | --------- |
| Pasajeros | 2.134.705 | 1.877.833 | 2.287.305 | 2.103.049 | 2.130.402 | 2.027.058 | 2.114.524 | 2.131.635 | 2.270.385 | 2.340.719 | 2.270.646 | 1.183.829 | 1.694.811 | 2.368.312 |